# Xylota talyshensis
Xylota talyshensis är en tvåvingeart som beskrevs av Hauser 1998. Xylota talyshensis ingår i släktet vedblomflugor, och familjen blomflugor.
Artens utbredningsområde är Azerbajdzjan. Inga underarter finns listade i Catalogue of Life.